# Erwin Hochsträsser
Erwin Hochsträsser (né en 1911 et mort le 15 novembre 1980 à Lausanne) fut un joueur de football international suisse.

## Biographie
Durant sa carrière de club, Hochsträsser évolua dans le club du championnat suisse du FC Lausanne-Sport lorsqu'il fut sélectionné par l'entraîneur Heini Müller pour disputer la coupe du monde 1934 en Italie.